# 반코마이신 내성 황색 포도상구균
반코마이신 내성 황색 포도알균(VRSA, Vancomycin-resistant Staphylococcus aureus) 또는 반코마이신 내성 황색 포도구균 또는 반코마이신 내성 황색 포도상구균은 반코마이신에 내성을 보이는 황색 포도상구균이며, 황색 포도상구균의 두 번째 변이종이다. 황색포도상구균의 첫 번째 변이종은 메티실린 내성 황색포도상구균(MRSA)이다. 반코마이신이 최신의 항생제라는 점을 감안한다면 반코마이신내성이 있다는 것은 그만큼 치료가능성이 상대적으로 매우 낮아짐을 의미하게 된다.

## 다제 내성균
두가지 이상의 항생제에서 내성을 획득한 다제내성균은 거의 모든 항생제등에서 내성을 획득한 슈퍼박테리아와는 다르게 다루어질 필요가 있다.

## 법정
VRSA 감염증은 2000년  법정감염병으로 지정되었다.
VRSA 감염증은 2010년 12월 지정감염병으로 지정되었다.

## 같이 보기
- 황색 포도상구균
- 지카바이러스
- 반코마이신 내성 창자알균
- 메티실린 내성 황색 포도상구균
- ESKAPE